# 1224
Cette page concerne l'année 1224  du calendrier julien. Pour l'année 1224 av. J.-C., voir 1224 av. J.-C.
L'année 1224 est une année bissextile qui commence un lundi.

## Événements
- 6 janvier : début du règne d'Abd al-Wahid, calife Almohade à la mort de son petit-neveu Yusuf al-Mustansir. Des révoltes éclatent dans tout l’empire almohade. En Espagne, Abdallah-Adil est proclamé calife, tandis que les cheiks marocains déposent Abd el-Ouahid le 8 septembre[2].

- Gengis Khan est maître de l’empire du Khârezm. Il charge le musulman Mahmud Yalawatch de l’administration et de la fiscalité urbaine en haute Asie. Son fils Masud Yalawatch lui succédera (mort en 1289). Gengis Khan passe l’été dans la région de l’Irtych puis rentre en Mongolie au printemps 1225[3].
- Jalal ad-Din, chassé de Delhi pour avoir comploté contre son hôte rentre en Iran où il reprend possession de l’héritage de son père en combattant vers l’ouest. Dans le Khorasan et l’Afghanistan, le pays est dépeuplé par l’invasion mongole et ces derniers n’ont même pas installé de garnisons dans les forteresses prises. Djala ad-Din parvient à se faire proclamer sultan par les gouverneurs saljûqides du Kirmân et du Fars, chasse son frère Ghiyâth ed-Dîn d'Ispahan puis attaque l’Azerbaïdjan, prend Tabriz et détrône le souverain Uzbek[4].
- Au Japon, Shinran (1174-1263) crée la « Vraie École de la Terre Pure » (Jōdo shinshū). Dans un contexte pessimiste, sa doctrine se répand chez les plus humbles à qui il promet la grâce s’ils sont sincères[5].

### Europe
- 14 janvier : capitulation d’Amaury VI de Montfort, assiégé à Carcassonne par Raimond II Trencavel. Il cède à Louis VIII le Carcassès et l'Albigeois. Amaury VI de Montfort se rend auprès du roi de France et en février lui cède ses droits sur le comté de Toulouse[6].
- 22 février : constitution de Frédéric II contre l'hérésie publiée à Padoue[7].
- 5 juin : création de l'université de Naples par l’empereur Frédéric II pour la formation des fonctionnaires[8].
- 15 juillet - 3 août : sur les ordres du roi de France Louis VIII, Mathieu II de Montmorency fait le siège de La Rochelle[9].
  - Guerre du roi Louis VIII en Guyenne : Il prend La Rochelle, la Saintonge, le Limousin et le Périgord aux Anglais. Bordeaux résiste.
- 12 mars : par le manifeste de Catane l'empereur Frédéric II place tous les peuples baltes convertis sous la protection de l'Empire[10].
- 30 août : Henri III d'Angleterre signe à Londres une charte communale à Bordeaux (modifiée le 13 juin 1235)[11]. Bordeaux prend la place de La Rochelle dans la prédominance du commerce du vin avec l'Angleterre.
- Août : Dorpat, en Livonie, est prise par les chevaliers Porte-Glaive[12].
- 10 septembre : les franciscains débarquent à Douvres[13] pour former des communautés à Canterbury, à Londres, à Oxford, à Cambridge, à Lincoln et à York[14].
- Décembre : le despote d'Épire Théodore Ange reprend Thessalonique aux latins et prend la couronne impériale[15].

- Dantzig devient comptoir de Lübeck[16].
- Les Saxons de Transylvanie obtiennent d'André II de Hongrie un statut d’autonomie et d'importants privilèges fiscaux par l’Andreanum (de)[17]. Ils fondent les villes de Kronstadt (Brașov), Hermannstadt (Sibiu), Bristritz (Bistriţa). À côté d’eux, sur la frontière entre Bristritz et Kronstadt, se trouvent les Szeklers (Sicules), qui connaissent une organisation spécifique de chefs militaires s’appuyant sur une paysannerie d’hommes libres. Ils maintiennent leur statut jusqu’au XVe siècle.

- Robert Grosseteste est chancelier de l’université d'Oxford. Il organise le studium (centre d’études) franciscain, où il enseigne jusqu’en 1235[18].

## Fondations en 1224
- Monastère de Bruges, monastère fondé à Bruges par des moniales Colettines.